# 해밀턴 캐넉스
| 해밀턴 캐넉스 |                                                             |
| 콘퍼런스      |                                                             |
| 디비전        | 사우스 디비전 (1992년~1994년)                               |
| 설립연도      | 1992년                                                      |
| 해체연도      | 1994년                                                      |
| 역사          | 해밀턴 캐넉스 (1992년~1994년) 시러큐스 크런치 (1994년~현재) |
| 경기장        | 캅스 콜리시엄                                               |
| 연고지        | 온타리오주 해밀턴                                           |
| 상징색        | 빨강, 노랑, 검정                                            |
| 구단주        |                                                             |
| 단장          |                                                             |
| 감독          |                                                             |
| NHL 제휴      |                                                             |
| ECHL 제휴     |                                                             |
| 정규시즌 우승 |                                                             |
| 콘퍼런스 우승 |                                                             |
| 디비전 우승   |                                                             |
| 칼더 컵       |                                                             |
| 영구 결번     |                                                             |

해밀턴 캐넉스(Hamilton Canucks)는 캐나다 온타리오주 해밀턴을 연고지로 하는 1992년부터 1994년까지 AHL 소속되었던 아이스 하키팀이다.
1994년 연고지를 뉴욕주 시러큐스 (시러큐스 크런치)로 이전했다.

## 역대 홈경기장
| 해밀턴 캐넉스 |               |          |                   |      |
| 경기장        | 사용기간      | 수용인원 | 장소              | 비고 |
| 캅스 콜리시엄 | 1992년~1994년 | 17,383명 | 온타리오주 해밀턴 | 빈칸 |